# RoboCop (personnage)
Alexander « Alex » Murphy alias RoboCop, est un personnage de fiction faisant partie de l'univers de RoboCop. Le personnage apparaît pour la première fois au cinéma dans le film RoboCop de Paul Verhoeven en 1987.
Dans le film original RoboCop de 1987, le personnage est un cyborg construit à partir du corps d'Alex Murphy, un policier de Détroit ayant reçu de graves blessures par armes à feu causées par des criminels. Son appellation officielle est alors OCP Crime Prevention Unit 001.

## Biographie du personnage

### DansRoboCop(1987)
En 1987 aux États-Unis, dans un monde futuriste dystopique, deux officiers du Detroit Police Department, Alex Murphy et Anne Lewis prennent en chasse un groupe de truands dirigé par le criminel Clarence Bodicker. Les policiers localisent les truands dans une usine désaffectée. Ne voulant pas attendre les renforts, ils entrent dans l'usine chacun de leur côté. Anne Lewis est finalement neutralisée par les bandits tandis qu'Alex Murphy se fait tirer dessus par l'équipe de truands. Déchargeant leurs armes sur Alex, ils le laissent pour mort, gravement blessé. Transporté à l'hôpital de Détroit, Alex Murphy meurt quelque temps après du fait de ses blessures. Son dernier souvenir est l'image de sa femme Ellen et de son fils James.
C'est alors que Bob Morton un cadre de la corporation OCP (Omni Consumer Products), un conglomérat industriel qui dirige également la police de Détroit, utilise le corps d'Alex Murphy pour son projet RoboCop (qui cherche à créer le policier du futur) afin de le transformer en cyborg-policier, le « RoboCop ». Au cours du processus de transformation, seules certaines parties organiques du corps de Murphy sont conservées : son cerveau, son tronc incluant sa moelle épinière et une partie de sa tête et son visage ; le reste de son corps est composé d'une carcasse robotique blindée en titane, bardée de circuits électroniques et de divers gadgets.
Après l'assemblage de RoboCop par l'équipe de l'OCP dirigée par Morton, le cyborg est testé puis mis en service, Morton le faisant réintégrer à son ancien poste au commissariat de Détroit. RoboCop lutte alors contre la criminalité qui sévit en ville, et arrête plusieurs criminels grâce à ces méthodes « expéditives » et ses capacités robotiques avancées. Mais, au fur et à mesure, des souvenirs de son ancienne vie, quand il était Alex Murphy, reviennent à la surface, lui rappelant son ancienne famille ainsi que la fusillade où Murphy fut gravement blessé.
Ces souvenirs mènent RoboCop à poursuivre les responsables de la mort d'Alex Murphy. Il commence par arrêter un à un des truands appartenant à la bande de Bodicker. Pendant ce temps, Clarence Bodicker tue Bob Morton, étant sous les ordres de Dick Jones, le vice-président de l'OCP, par ailleurs rival de Bob Morton (ce dernier, avec le succès du projet RoboCop, avait ravi la place de Dick Jones pour son projet concurrent, de robot-policier ED-209). RoboCop intervient ensuite dans une fabrique clandestine de drogue où se trouve Bodicker et ses hommes. Il neutralise tous les truands et arrête Bodicker, qui lui avoue alors travailler pour Dick Jones.
Enregistrant cette conversation comme preuve, RoboCop se rend ensuite au quartier général de l'OCP pour arrêter Dick Jones. Mais, alors qu'il se prépare à l'arrêter, il en est empêché par un système de sécurité intégré à son programme informatique (la directive no 4) qui lui interdit d'appréhender un cadre de l'OCP. RoboCop doit ensuite affronter un robot ED-209 et les policiers que Dick Jones a rameutés contre lui. Il est sauvé de justesse par Anne Lewis qui le récupère et le fait évacuer.
Après s'être réfugié dans une usine désaffectée avec Lewis, RoboCop est traqué par la bande de Bodicker, qui le retrouve grâce à un dispositif-traceur que Dick Jones a confié à Bodicker, lui ordonnant d'éliminer le robot. Lors du combat final, RoboCop parvient à tuer Bodicker alors qu'il était proche de périr.
RoboCop retourne ensuite au quartier général de l'OCP, détruisant un ED-209 qui gardait l'entrée de l'immeuble. Il apporte la preuve de la culpabilité de Dick Jones dans l'assassinat de Bob Morton, mais ce dernier prend en otage le président de l'OCP et cherche à s'enfuir. Le président licencie alors Jones sur le champ, annulant le blocage lié à la directive no 4, permettant à RoboCop d'éliminer Dick Jones.

### DansRoboCop 2(1990)
Le Nuke, une nouvelle drogue, circule dans les rues de Détroit. Elle est contrôlée par une secte qui a pour gourou Cain.
De son côté, l'OCP tente une OPA sur la ville de Détroit, qui a de plus en plus de mal à se financer. L'OCP a aussi pour projet « RoboCop 2 », un nouveau cyborg. Mais le projet traîne car il nécessite un bon sujet pour la cybernétisation.
RoboCop, toujours flic, essaye de faire face à la situation, au trafic de drogue, à l'OCP et son nouveau projet pour protéger les citoyens de Détroit. Mais ses supérieurs le trouvent obsolète.

### DansRoboCop 3(1993)
La municipalité de Détroit, récemment privatisée, mène la vie dure aux habitants. RoboCop se joint à un groupe de manifestants et aux policiers en grève. Il s'oppose alors à de nouveaux ennemis beaucoup plus puissants : un gang de tueurs et surtout un tout nouvel androïde.

### DansRoboCop: Alpha Commando, la série d'animation (1998-1999)
Dans le futur, RoboCop est réactivé après une longue période d'« hibernation ». Il a désormais une nouvelle équipière, l'agent Nancy, remplaçante d'Anne Lewis. Nancy est dépitée de traîner une vieille mécanique, jusqu'au moment où elle se rend compte que RoboCop n'est pas seulement une machine. C'est le Docteur Cornelius Neumier, un scientifique un peu excentrique, qui a remis RoboCop à neuf.

### DansRoboCop 2001, la mini-série (2001)
Dix ans après les évènements de RoboCop. Delta City est devenue une ville sous le contrôle de l'OCP. RoboCop commence à accuser son âge et son obsolescence. De plus, son fils James Murphy, ignorant que son père Alex Murphy est RoboCop, est devenu un directeur de l'OCP. Mais de nouveaux ennemis faisant partie de l'OCP surgissent…

## Interprètes
- Peter Weller interprète Alex Murphy et RoboCop dans les films RoboCop et RoboCop 2.
- Robert John Burke interprète Alex Murphy et RoboCop dans le film RoboCop 3 et prête sa voix dans le jeu vidéo RoboCop versus The Terminator.
- Michel Vigné est la voix française de RoboCop dans la série d'animation RoboCop (RoboCop: The Animated Series).
- Richard Eden interprète Alex Murphy et RoboCop dans la série télévisée RoboCop (RoboCop: The Series)
- David Sobolov est la voix anglaise de RoboCop dans la série d'animation RoboCop : Alpha Commando.
- Page Fletcher interprète Alex Murphy et RoboCop dans la télésuite RoboCop 2001 (Robocop: Prime Directives).
- Joel Kinnaman interprète Alex Murphy et RoboCop dans le remake RoboCop, sorti en 2014.

## Caractéristiques

### Les directives prioritaires
PRIME DIRECTIVES
1: SERVE THE PUBLIC TRUST
2: PROTECT THE INNOCENT
3: UPHOLD THE LAW
4: CLASSIFIED

— Les directives prioritaires (Prime Directives)
telles qu'elles apparaissent (en VO) dans le
champ de vision de RoboCop dans le premier film<[réf. nécessaire].
Les concepteurs de RoboCop ont implanté trois directives prioritaires dans son système d'exploitation, comparables aux trois lois de la robotique :
1. Servir le public (Serve the public trust) ;
2. Protéger l'innocent (Protect the innocent) ;
3. Faire respecter la loi (Uphold the law).

Une 4e directive, confidentielle, l'empêche d’appréhender un dirigeant de l'OCP (Any attempt to arrest a senior officer of OCP results in shutdown). Le vice président de l'OCP, Dick Jones déclara, que la directive no 4 constituait sa propre contribution au profil psychologique de RoboCop, essentiellement pour l'immuniser face aux sanctions contre les activités illégales.
Cela rendit RoboCop physiquement incapable de placer en état d'arrestation un cadre dirigeant de l'OCP (Dick Jones), mais ne le mis pas réellement hors-tension comme l'avait déclaré Jones.
RoboCop supprimera de lui-même cette quatrième directive dans le troisième volet de la trilogie.
Dans la série Robocop de 1994 RoboCop (série télévisée) saison 1 épisode 18, Le briseur de cœurs (Heartbreakers), la femme d'Alex Murphy est kidnappée et Robocop doit dérober sous la menace un objet auprès des pièces à conviction du poste de police de Metro Sud. Dans un premier temps, la directive 3 l'en empêche et cause un court circuit, mais très vite Robocop outrepasse cette directive et brise le coffre contenant l'objet demandé par les ravisseurs.

### Détails techniques
RoboCop n'a pas de pouvoirs surhumains ou surnaturels comme la plupart des super-héros, mais il dispose de capacités mécaniques et informatiques incroyables, héritées de son corps robotisé. De l'homme avant RoboCop, il ne reste quasiment plus rien d'humain : le corps d'Alex Murphy a été remplacé presque intégralement par une machine, un exosquelette hautement robotisé.
De son passé humain, il ne lui reste qu'une partie de son cerveau (dont la mémoire a été remaniée), son visage, caché derrière son casque (qui est fixé par deux vis au niveau des tempes, comme la créature du Docteur Frankenstein) et un certain nombre de ses organes dont le détail n'est jamais précisé. On apprend en revanche qu'il est doté d'un système digestif rudimentaire et qu'il se nourrit d'une pâte comparable à de la nourriture pour bébé, destinée à maintenir ses fonctions organiques.
Son corps robotique est aussi raide que résistant, et ses mouvements sont comparables à ceux d'un robot industriel opérant dans une usine.

#### Points forts
- RoboCop est protégé par une armure intégrale futuriste, fabriquée dans un alliage de titane laminé et de kevlar, ce qui le rend très résistant aux dommages physiques, notamment face aux tirs par armes à feu de petit calibre. Ses bras robotisés ont une force de pression de 200 kg (par cm2 probablement, bien que se ne soit pas précisé dans le film), capable de « réduire en purée chacun de vos cinq doigts », comme le rappelle un des ingénieurs à Morton alors qu'il vient superviser l'assemblage de RoboCop.
- Il est aussi équipé d'un système de visée intégrée ultra-performant (en fait une connexion super-arme neuronale et logicielle, un système expert), associé à un programme d'acquisition automatique de cibles. Grâce à cette technologie, RoboCop est capable de tirer au pistolet avec une précision frisant la perfection. Avec ce système, une fois les cibles « acquises » en mémoire, il peut leur tirer dessus même sans les « voir », par exemple même si elles se trouvent dans son dos ou cachées par un obstacle.
- Intégré dans un compartiment spécial situé dans sa jambe droite, RoboCop dispose d'un pistolet automatique surpuissant (désigné comme un « Auto-9 »), qu'il manie avec dextérité. Il peut ouvrir mentalement ce conteneur et y mettre son pistolet en lieu sûr lorsqu'il ne s'en sert pas.
- L'exosquelette de RoboCop est équipé de toute une batterie de systèmes embarqués de pointe et miniaturisés : un scanner associé à un appareil de thermographie infrarouge, pour voir à travers les murs et localiser des individus grâce à la chaleur qu'ils émettent naturellement. Il dispose également d'une unité d'enregistrement incorporée, et peut par ce biais enregistrer tout ce qu'il voit et entend dans sa mémoire (enregistrement audio et vidéo), ces enregistrements étant valables pénalement lors d'un procès.
- RoboCop peut se connecter aux ordinateurs ordinaires via une interface métallique rétractable qui lui sort de la main droite (une sorte de pointe ou de lame de pic à glace). Elle lui permet de communiquer avec les ordinateurs auxquels il se raccorde et se procurer des informations, ou transférer les enregistrements qu'il a en mémoire. Désarmé, et mis en difficulté dans son affrontement final contre Clarence Boddiker, RoboCop se sert de cette interface comme d'une arme blanche.
- Dans RoboCop 3, on peut voir RoboCop voler grâce à un réacteur dorsal, ou encore remplacer son bras gauche par un combiné mitrailleuse, lance-flammes et lance-roquettes.

#### Points faibles
RoboCop possède plusieurs points faibles. Le plus important étant son absence quasi totale de liberté. En effet, le programme informatique dont il est équipé est basé sur quatre directives prioritaires, pouvant se contredire. (voir la section « Les directives prioritaires », plus haut dans l'article).
Si RoboCop tente de désobéir à l'une des 4 directives, de manière intentionnelle ou non, cela entraîne chez lui une souffrance intense et une mise hors-tension instantanée, bien que temporaire (une sorte de coupe-circuit logiciel). La directive no 4, non prévue à la base par les ingénieurs qui ont conçu RoboCop, a été rajoutée par Dick Jones lui-même, comme il le dira à RoboCop dans le film.
On peut établir un parallèle entre ces quatre directives et les Trois lois de la robotique d'Isaac Asimov sur les robots, qui sont similaires. Il convient d'ajouter que RoboCop ne se comporte pas comme une vulgaire machine, comme en témoigne son amitié avec son ex-partenaire, Anne Lewis, qu'il protège durant le film.
RoboCop a également d'autres points faibles, revers de ses points forts technologiques : 
- étant alimenté en énergie électrique par des batteries et étant dépourvu d'un système de recharge autonome, il est susceptible de subir une défaillance d'alimentation ;
- il est sensible aux ondes magnétiques (donc aux aimants), à cause de son corps métallique (matériau ferromagnétique) ;
- il peut être localisé à distance, ce qui peut être un problème quand la localisation de RoboCop est accessible à ses ennemis. Dans la télé-suite RoboCop : Directives Prioritaires, on découvre que RoboCop est équipé d'une connexion à Internet, ce qui permet, grâce à la géolocalisation, d'indiquer sa position à quiconque.
- il ne peut ni courir, ni sauter.

### DansRoboCop(2014): différences avec l'original
Le RoboCop du remake de 2014 possède des différences plus ou moins notables par rapport à celui de 1987 :
- il peut courir assez vite, et peut aussi sauter très haut et de manière très précise, à l'aide d'un calculateur de trajectoire ;
- sa visière, au lieu d'être fixe, peut s’abaisser ou se relever à volonté
- si quelqu’un braque une arme sur lui, cela déclenche l'abaissement de la visière et l'ouverture des holsters, lui donnant ainsi l'accès à ses armes, le rendant prêt au combat ;
- il se déplace désormais au moyen d'une moto spécialement conçue pour lui par OmniCorp ;
- la 4e directive, lui interdisant d'attaquer un membre d'OmniCorp, s'est muée en une directive lui interdisant (au même titre que tous les robots conçus par Omnicorp) d'attaquer toute personne portant sur elle un bracelet rouge spécial ;
- il est capable de localiser, avec une assez grande précision, n'importe quel téléphone portable, du moment que ce dernier soit connecté au réseau public ;
- la rainure de sa visière lui permettant de voir est plus étroite et plus longue ;
- on apprend que l'armure de RoboCop peut encaisser sans dommage la plupart des impacts de calibres d'armes de poing et d'épaule. En revanche, les balles de calibre 50 sont les seules capables de l'endommager sérieusement. On apprend aussi que les balles de calibre 47 peuvent l'endommager de façon légère ;
- il peut déterminer grâce à un scanner si une personne est vivante ou morte ainsi que la gravité d'une ;
- il peut scanner des empreintes digitales et les relier à leur propriétaire par comparaison avec la base de données de la Police ;
- il ne dort plus attaché sur une chaise, mais sur un « lit de charge » qui peut être redressé à la verticale ;
- au lieu de manger une bouillie informe pour maintenir ses fonctions vitales, RoboCop est alimenté chaque soir, par l'intermédiaire de son « lit de charge », par alimentation en nutriments et élimination des déchets produits dans la journée de son sang par filtration (à la manière d'une dialyse). On peut de cette façon lui injecter différents médicaments (comme des antidépresseurs) ;
- il peut, à l'aide des données des caméras de surveillance, reconstituer en trois dimensions et de manière extrêmement précise le lieu dans lequel il se trouve, tel qu'il était à un jour et une heure précise, et s'y déplacer à l'intérieur comme dans une réalité virtuelle ;
- il peut identifier les différentes émotions ainsi que l'état d'esprit d'une personne, ce qui lui permet notamment d'anticiper si la personne va dégainer son arme, et de pouvoir riposter avant elle.
- il est complètement dépendant de son système de combat : le logiciel fonctionne de manière autonome, mais envoie des stimuli au cerveau de Murphy, qui croit contrôler ses mouvements

## Apparitions dans d'autres médias

### Jeux vidéo
- Dans le jeu Broforce (2015), le personnage y apparaît en tant que « bro » jouable sous le pseudonyme de « Brobocop ».
- RoboCop est un personnage jouable dans l'extension Aftermath (2020) du jeu Mortal Kombat 11 (2019). Peter Weller revient interpréter le personnage 30 ans après RoboCop 2 (1990).